# 奇科德鎮區 (北卡羅萊納州皮特縣)
奇科德鎮區（英語：Chicod Township）是位於美國北卡羅萊納州皮特縣的一個鎮區。

## 地方資料
奇科德鎮區的面積為165.75平方千米，皆為陸地。根據2020年美國人口普查的數據，當地共有人口7119人，而人口密度為每平方千米42.95人。